# Daniela Choděrová
Daniela Choděrová (* 9. prosince 1974 Praha) je česká herečka a scenáristka.

## Životopis
V roce 2000 absolvovala činoherní herectví na Divadelní fakultě Janáčkovy akademie múzických umění (JAMU) v Brně. Působila v různých divadlech, např. v Divadle ABC, Divadle Komedie, Divadle Bez zábradlí, Divadle pod Palmovkou, Divadle v Celetné či Divadle X10 a dalších. Věnuje se také charitativní činnosti, je patronkou Centra Locika, které pomáhá dětem ohroženým domácím násilím.
Kromě divadla se též věnuje filmovému a televiznímu herectví.
Je autorkou scénáře rodinného filmu s pohádkovými motivy Dukátová skála.
Z angličtiny přeložila divadelní hru Davida Mameta Edmond a román C. S. Forestera Africká královna.
Je bývalou partnerkou herce Hynka Čermáka, se kterým má syna Bořivoje a dceru Hedviku. 

## Filmografie
| Rok     | Název                    | Role                   | Poznámky         |
| ------- | ------------------------ | ---------------------- | ---------------- |
| 2004–6  | Rodinná pouta            | sestra Zdena Vašíčková | televizní seriál |
| 2007    | Hidden Treasure          | Anna                   | film             |
| 2007    | V jiném stavu            | Lůca                   | film             |
| 2007    | Wrong Mr.Johnson         | Sonya                  | film             |
| 2008    | Last Night, This Morning | Woman                  | film             |
| 2009–12 | Vyprávěj                 | učitelka Nováková      | televizní seriál |
| 2012    | Occamova břitva          | Ilona                  | televizní film   |
| 2012    | Nevinné lži              | prodavačka             | televizní seriál |
| 2012    | Líbánky                  | Filipova matka         | film             |
| 2013    | Něžné vlny               | učitelka Sýkorová      | film             |
| 2014    | Vinaři                   | Prochina               | televizní seriál |
| 2015    | Místo zločinu Plzeň      | Dolly Šrůtková         | televizní seriál |
| 2015    | Případy 1. oddělení      | Nekolná                | televizní seriál |
| 2015    | Gangster Ka              | asistentka Kleina      | film             |
| 2015    | Gangster Ka: Afričan     | asistentka Kleina      | film             |
| 2015–6  | Přístav                  | Sylvie Tichá           | televizní seriál |
| 2016    | Rozsudek                 | Klára Vendová          | televizní film   |
| 2016    | Mordparta                | Iveta Jandovská        | televizní seriál |
| 2016    | Řachanda                 | 1.dvorní dáma          | filmová pohádka  |
| 2017    | Dukátová skála           | Věra Bláhová           | film             |
| 2017    | Teambuilding             | psycholožka Iveta      | film             |
| 2017    | Polda                    | Renata Veselá          | televizní seriál |

## Divadelní role
- 1998 Peter Shaffer: Andělika a Laskavec, Andělika, JAMU
- 1999 Witold Gombrowicz: Yvonna, princezna burgundánská, role: Iza, Studio Marta
- 1999 William Shakespeare: Marná lásky snaha, role: Kateřina, Studio Marta
- 2000 William Shakespeare: Zkrocení zlé ženy, role: Hospodská, Divadlo Komedie
- 2000 Jacinto Benavente: Vzbuzené zájmy, role: Dotóre, Harlekýn, Hoteliér, Laura a Risela, Studio Marta
- 2000 Anton Pavlovič Čechov: Racek, role: Máša, Studio Marta
- 2001 Tennessee Williams: Kočka na rozpálené plechové střeše, role: Dixie, Divadlo pod Palmovkou
- 2001 Federico García Lorca: Krvavá svatba, role: Dívka, Jihočeské divadlo
- 2003 Christian Dietrich Grabbe: Žert, satira, ironie a hlubší význam, role: Adelaida, Volné herecké sdružení
- 2005 Ray Cooney, John Chapman: Teď ne, darling, role: Janie McMichaelová, Divadlo Skelet
- 2005 Marc Camoletti: Povečeříme vleže, role: Jacqueline, Divadlo Skelet
- 2006 William Shakespeare: Othello, role: Desdemona, LSS – Pražský Hrad
- 2006 Dave Freeman: Postel plná cizinců, role: Brenda, Divadlo Skelet
- 2006 Neil Simon: Pozvání na večírek, role: Mariette Levieux, Divadlo Skelet
- 2007 Václav Luks, Bram Stoker: Dracula aneb CD 2002 na cestách, role: Lucie/ Lucy, CD 2002
- 2009 Charlotte Brontëová: Jana Eyrová, role: Mary, Elisabeth, Divadlo ABC
- 2011 Dan Gordon: Cena za něžnost, role: Doris, Číšnice, Sestra, Divadlo Palace
- 2011 Tim Firth: Holky z Kalendáře, role: Elaine, Divadlo ABC
- 2011 Samuel Adamson podle Pedra Almodóvara: Vše o mé matce, role: Jeptiška, Sestra, Ošetřovatelka, Divadlo ABC
- 2011 Lev Nikolajevič Tolstoj: Anna Karenina, role: Anuška, Divadlo ABC
- 2012 Neil Simon: Velký holky nepláčou, role: Mickey, Divadelní společnost Jana Šulcová
- 2012 Kate Atkinsonová: Ostatní světy, role: Gertie, Divadlo ABC
- 2013 Anthony Nielson: Lháři, role: Carol, Divadelní společnost Jana Šulcová
- 2013 John Osborne: Ohlédni se v hněvu, role: Helena, Divadlo ABC
- 2014 Nis-Momme Stockmann: Světa plný zuby, role: Líza Pleilová, Divadlo X10
- 2014 Vanessa Emde: O mrtvých ptácích, role: Červená žena, Hans, Johnny, Divadlo X10
- 2015 Jan Roubal, volně podle Borise Viana: Pěna dní a úpění pěny, role: Madam, Divadlo ABC
- 2016 Pavel Kohout: August August, august, role: Evelína, Divadlo ABC
- 2016 Dave Simpson: The Naked Truth – Odhalená pravda, role: Gabby, StageArtCz